# John Cordier
John Cordier (Oudenburg, 1 september 1941 – Bonheiden, 22 januari 2002) was een Belgisch ICT-ondernemer, voetbalvoorzitter en politicus voor de CVP.

## Levensloop

### Industrieel
Hij begon zijn professionele carrière als marconist op zeeschepen. In 1969 startte hij Telindus op, een modem- en netwerkproducent. Onder zijn leiding groeide Telindus uit tot een van de grote Europese netwerkintegratoren. De eerste reeks modems vernoemde hij naar zijn dochters. Doordat modems vanaf het einde van de jaren tachtig steeds meer in massa en daardoor goedkoper konden worden geproduceerd door grote multinationals geraakte het ICT-bedrijf in de financiële problemen. In 1995 werd Telindus gedeeltelijk overgenomen door het Franse telecomconcern France Télécom. Onder zijn voorzitterschap bouwde Cordier Télécom-dochter Mobistar uit tot het tweede succesvolle gsm-netwerk in België. Door het behalen van een nieuwe licentie konden ze op 27 augustus 1996 het GSM-900-netwerk aanbieden aan een breed publiek en werd het monopolie van Proximus doorbroken. Het bedrijf is momenteel gevestigd te Haasrode – nabij Leuven – en het heeft filialen in heel Europa en Zuidoost-Azië.
Tot 1995 was Cordier ook voorzitter van de werkgeversorganisatie Fabit, verantwoordelijk voor de elektronica-, informatie- en telecommunicatiesector binnen Fabrimetal. In 1999 volgde Cordier Julien De Wilde op als voorzitter van de beroepsfederatie Fabrimetal, dat daarop werd omgedoopt tot Agoria.

### Voorzitter KV Mechelen
In de sportwereld was John Cordier ook erg actief: Als voorzitter van de Belgische voetbalclub KV Mechelen, een functie die hij in maart 1982 overnam van Herman Candries, introduceerde hij de investeringsmaatschappijen in het Belgische voetbal. Cordier lanceerde bij KVM Cova-Invest (acroniem van Cordier - Van Coppenolle, de naam van zijn echtgenote), een familiale holding die als eigenaar van de spelers verantwoordelijk was voor de financiering van het transferbeleid van de club. Op die manier slaagde KV Mechelen er in om met beperkt budget (dure) topspelers aan te trekken die op relatief goedkope manier werden gehuurd van de Cova-Investgroep. Cordier haalde met Aad de Mos een toptrainer in huis en trok in de loop der jaren internationals als onder meer Michel Preud'homme, Lei Clijsters, Eli Ohana en Graeme Rutjes, John Bosman, Philippe Albert, Marc Emmers en Erwin Koeman.Met zijn rechterhand Paul Courant als manager vergrootte Cordier ook de inkomstenstroom van KVM door de modernisering van het stadion zoals de bouw van de nieuwe 'kleine' tribune met lucratieve businessseats en de introductie van de even zeer winstgevende loges en door de opbrengst van merchandising te maximaliseren. Onder zijn leiding en dankzij zijn financiële steun groeide de club in die periode (1982–1993) uit tot een topploeg, met als belangrijkste wapenfeit de overwinning tegen Ajax in 1988 in de finale van de Europacup II en enkele maanden later winst in de UEFA Super Cup van PSV.
In het begin van de jaren 90 ging Telindus door een moeilijke periode. Onder druk van Sidmar, mede-aandeelhouder van Telindus, besloot Cordier op 16 maart 1992 om zich volledig terug te trekken uit KV Mechelen. De club was financieel wel gezond, dankzij de verkoop van verschillende spelers, onder andere aan RSC Anderlecht. Na zijn aftreden als voorzitter ging de club stilaan bergaf, vooral doordat financiële middelen ontbraken.

### Politiek
Hij engageerde zich met de CVP in de plaatselijke politiek in Mechelen en werd na de lokale verkiezingen van 2000 eerste schepen in zijn thuisstad. 
Daarnaast speelde Cordier ook een actieve rol in de culturele wereld, als voorzitter van de raad van beheer van het Koninklijk Ballet van Vlaanderen.

### Overlijden
John Cordier stierf op 22 januari 2002 aan een hartstilstand. Op dat moment revalideerde hij nog van een hersenbloeding die hij enkele maanden eerder had opgelopen. Hij werd 60 jaar. De uitvaartplechtigheid vond plaats in de Sint-Romboutskathedraal te Mechelen. John Cordier liet een vrouw en drie kinderen (Carmen, Paul en Daisy) na. Met de familiale investeringsgroepen 'Cova-Invest' en 'De Den' zetten zij het zakenimperium van hun vader verder.